# 利慧君
利慧君（英語：Vivian Lea，1973年—) , 居住在马来西亚森美蘭。2000年參加馬來西亞Astro新秀大賽獲得季軍後出道，並在南方唱片機構發行專輯。後於2016年舉辦了自己的第一次演唱會。
2017年，以踢館者身份客串Astro經典名曲歌唱大賽，並在次年（2018年）藉著符合該比賽的年齡條件（45歲）以參賽者身份參賽，因其聲帶損傷使自身的表現不比過往優秀，並止步於國內賽18強。
2023年，发行个人贺岁专辑《君临春天》。原定于2022年发行的这张贺岁专辑因为私人原因而挪后到2023年推出。